# Chumi
Juan Brandáriz "Chumi" Movilla (Laracha, 2 de março de 1999) é um futebolista espanhol que atua como zagueiro. Atualmente, joga no Almería.

## Carreira
Chumi iniciou a carreira no Laracha CF, clube de sua cidade natal. Passou ainda nas categorias de base do Montañeros e do Deportivo até 2014, quando assinou com o Barcelona. Após ingressar no clube catalão, disputou partidas pelo time Juvenil "B".
Na temporada 2017–18, pela equipe Juvenil "A", foi campeão da Liga Jovem da UEFA após o Barcelona derrotar o Chelsea por 3 a 0. Ele ainda foi relacionado para 2 partidas do Barcelona B, porém não entrou em campo.
Sua estreia como profissional foi em setembro de 2018, na derrota por 1 a 0 para o Ejea, além de ter disputado sua primeira partida pela equipe principal do Barça na vitória por 1 a 0 sobre o Cultural Leonesa, válida pela Copa del Rey.
Após 44 jogos pelo Barcelona B, Chumi deixou os Blaugranas em 2020 para assinar com o Almería, numa transferência sem custos.

## Escalação irregular
Em 10 de janeiro de 2018, também pela Copa del Rey, Chumi entrou em campo na derrota por 2 a 1 para o Levante. O clube valenciano acusou os Blaugranas de terem escalado o jovem zagueiro de forma irregular - segundo o Levante, o atleta estava suspenso por acúmulo de cartões amarelos pelo Barcelona B e, por isso, era considerado inelegível para o jogo realizado em Valência. Após o Barcelona vencer o jogo de volta por 3 a 0, a denúncia do Levante foi arquivada, uma vez que fora realizada fora do prazo. A juíza Carmen Pérez (responsável pela Real Federação Espanhola de Futebol), no entanto, reconheceu que o zagueiro atuou de forma irregular na partida disputada em Valência.

## Títulos
Barcelona
- Liga Jovem da UEFA: 2017–18